# 의령구름다리
의령구름다리는 자굴산에서 발원하여 흐르는 의령천과 벽화산 기슭에서 발원하여 흐르는 남천이 합류되는 삼각지로 의령군에서 공원화하여 2005년 건설하였다.
하늘을 향해 높이 솟은 꿈의 구름다리는 충익사, 의령천, 남산 산림욕장을 연계한 새로운 관광명소로 거듭나고 있다.

남천 의령구름다리의 전설
이곳은 자굴산에서 발원하여 흐르는 의령천과 벽화산 기슭에서 발원하여 흐르는 남천이 합류되는 삼각지로 예부터「宜寧의 西泉」이라 불리었던 곳으로 동쪽에서 구룡(九龍)이 西泉의 發源地에서 솟구치는 용출수 수증기가 서남풍에 따라 남산의 동쪽에서 九龍이 노닐고 갔다하여 지금도 구룡마을이 있고, 이곳은 구름다리 주탑에서 동쪽으로 남강 정암진 솥바위가 있어 솥바위 반경 30리(12km)에서 부자가 난다는 전설과 함께 우리나라 경제인 가운데 삼성그룹 호암 이병철(의령군 정곡면), 효성그룹 만우 조홍제(함안군 군북면),LG그룹 연암 구인회(진주시 지수면)선생이 그 실제인물로 태어나 우리나라의 경제에 큰 기여를 하고 있으며, 이곳 구름다리(주탑)에서 동쪽 해뜰무렵 솥바위쪽을 바라보고 기원하면 아홉용(龍)의 기운을 받아 부자가 된다는 전설(傳說)이 있는 이곳에 의령군에서 공원화하여 의령구름다리를 건설하였다.

## 발췌문헌
- 《창의-인성교육을 위한 의령 체험활동 길라잡이3》, 경상남도의령교육지원청, 2013
- 의령구름다리 안내문 내용 참조 (의령군청, 경상남도의령군)